# Como Posso Amar Assim?
"Como Posso Amar Assim?" é uma canção da cantora brasileira Iza. Foi lançado em 18 de dezembro de 2024 pela gravadora Warner Music como um single a parte. A música se trata de uma homenagem para sua filha Nala, nascida em outubro de 2024 e se trata sobre o sentimento de maternidade. O videoclipe foi postado no mesmo dia que a canção foi lançada, apresentando Nala para o público pela primeira vez.

## Composição
A canção foi composta por Iza, Bruno Caliman, Carolzinha e Pedro Breder, esse último que também foi produtor do single. A letra aborda o crescimento e o amor da cantora pela filha: "Doida para te ver dançando na sala, te ver apagar a primeira vela, traduzir a tua primeira palavra, entender o quanto Deus é poeta [...] Como posso amar assim, sem saber explicar?".
"Quero que um dia minha filha veja, no futuro, como um momento único que eu vivi", explicou Iza em comunicado para a imprensa. A música faria parte do próximo álbum da cantora, mas ela decidiu antecipar o lançamento.
"Resolvi lançar antes, como um single, porque eu sei que meus fãs estão curiosos para ver o rostinho dela. É assim que eu gosto de me comunicar com meu público", afirmou. "Hoje eu entendo que nada supera a oportunidade de ser mãe".

## Vídeo Musical
O videoclipe oficial foi lançado juntamente com a música em 18 de dezembro de 2024, com uma duração menor que a da música, e foi dirigido por Arthur Bellini e Tom Barreto. Nele, apresenta Iza cantando, uma carta que ela escreveu, várias fotos e alguns momentos dela e Nala juntas. No final do clipe, é mostrada algumas imagens da bebê em seus primeiros meses.
Iza ainda contou como foi o processo de gravação do clipe com a bebê. "Foi tudo pensando primeiro nela, nos horários dela. Começamos a gravação quando eu sabia que ela estaria dormindo, mas tudo é muito imprevisível", recordou. "Não sabia como ela reagiria, mas ela foi maravilhosa, ajudou o trabalho da mamãe, olhou pra câmera algumas vezes e foi muito gentil com todo mundo que estava gravando. Foi uma experiência inesquecível.".

## Histórico de lançamento
| País  | Data                   | Formato(s)        | Gravadora    |
| ----- | ---------------------- | ----------------- | ------------ |
| Mundo | 18 de dezembro de 2024 | Streaming airplay | Warner Music |